# Château de Mosigkau
Le château de Mosigkau est un château baroque situé à Mosigkau dans l'État de Saxe-Anhalt (Allemagne) à huit kilomètres au sud-ouest de Dessau-Roßlau.

## Historique
Ce petit château rococo a été construit comme résidence d'été entre 1752 et 1757 selon les plans vraisemblablement de Knobelsdorff, l'architecte de Sans-Souci, mais l'architecte et le maître d'œuvre est Christian Friedrich Damm, actif à Dessau. La princesse Anne-Wilhelmine d'Anhalt-Dessau (1715-1780), huitième fille et préférée de Léopold Ier d'Anhalt-Dessau, en hérite de son vivant en 1757 en tant qu'apanage. Elle fait dessiner les jardins à la française et arrange le château avec goût, où elle ne reçoit que des femmes, les hommes étant logés à part.
Selon son désir, le château devient une fondation pour demoiselles non mariées de l'aristocratie protestante qui y vivent communautairement. Les hommes au service du domaine habitent un pavillon séparé. Cette sorte d'abbaye subsistera jusqu'en 1945.
Le château servit de résidence à Anne-Wilhelmine jusqu'à sa mort.
Le château est aujourd'hui un musée. On y organise aussi des concerts et des expositions à l'orangerie. La grande galerie est la plus belle pièce du château avec de riches ornements de stuc et des tableaux tels que Zéphyr et Flore de Rubens, ou Le Prince d'Orange de Van Dyck, ainsi que de maîtres flamands, italiens et allemands.

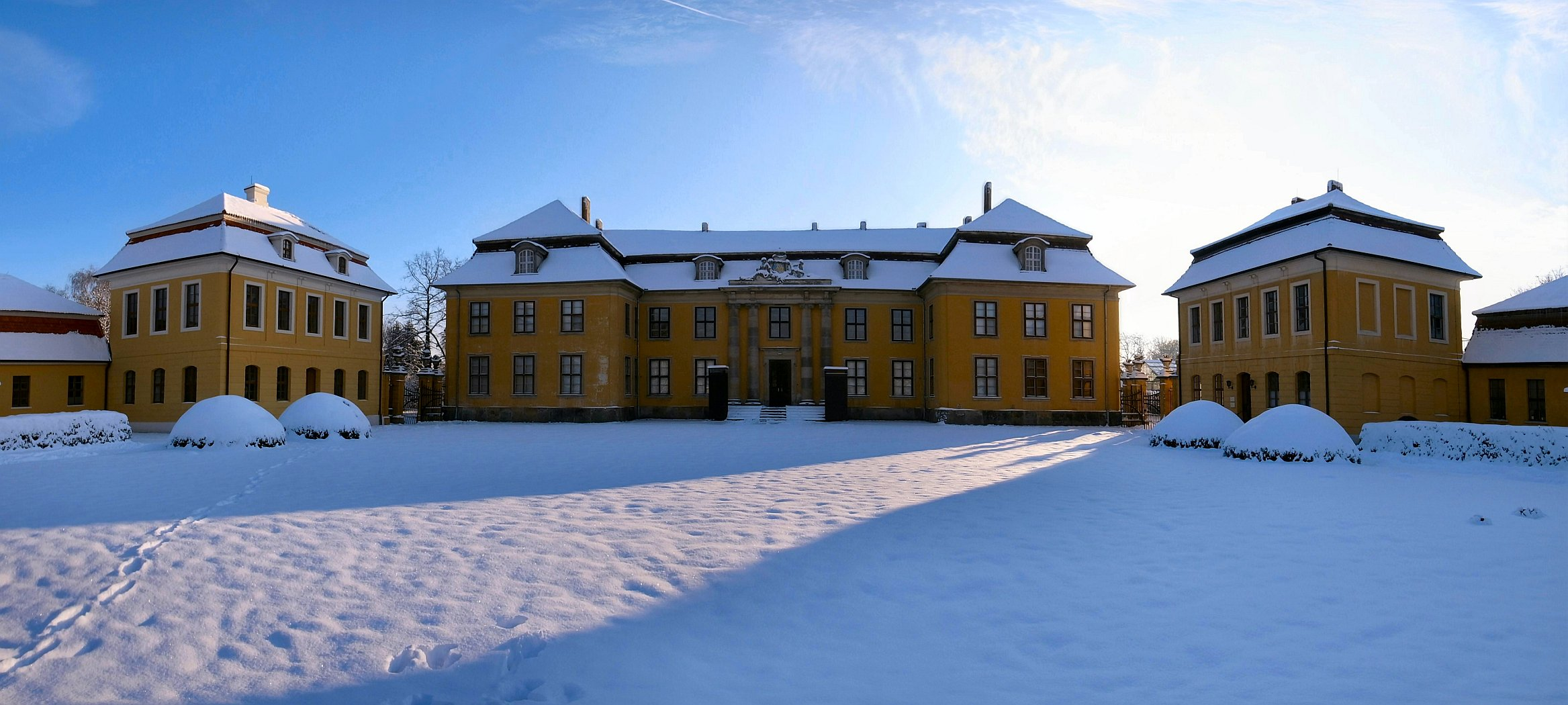
La cour d'honneur en hiver
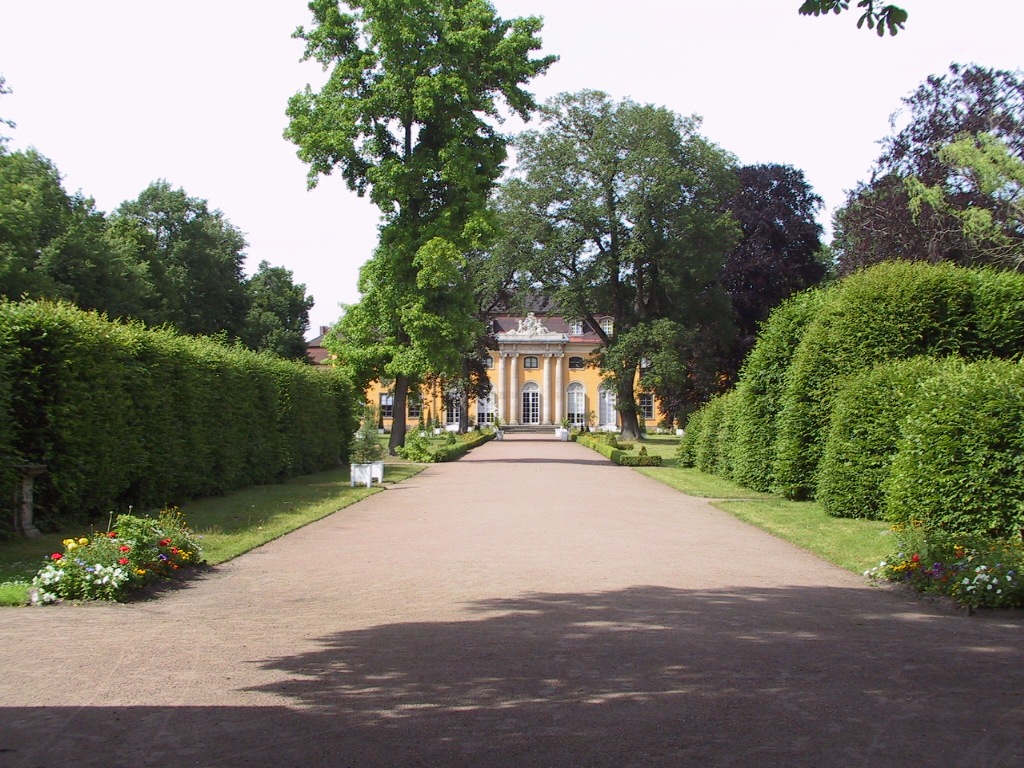
L'allée principale du parc